# Assedio di Bisanzio (408 a.C.)
L'assedio di Bisanzio del 408 a.C. fu condotto da Alcibiade nell'ambito della guerra del Peloponneso.

## Svolgimento

### Secondo Plutarco
Plutarco racconta che gli Ateniesi ebbero la meglio sull'esercito peloponnesiaco di beoti e megaresi di stanza nella città. Alcibiade vinse sull'ala destra delle truppe, mentre Teramene sull'ala sinistra, anche grazie al fatto che alcuni abitanti della città erano stati precedentemente convinti a passare dalla parte di Atene, a condizione che la città non fosse saccheggiata.
La condizione fu infatti rispettata e, quando gli Spartani processarono Anassilao, uno dei Bizantini che li avevano traditi, sentendo le sue ragioni (tra le quali il fatto che tutto il cibo era consumato da Spartani e Beoti, mentre i Bizantini morivano di fame) lo assolsero.

### Secondo Diodoro
Diodoro Siculo, nel suo resoconto, aggiunge che questi cittadini, dopo la partenza di Clearco per andare a chiedere soldi al satrapo Farnabazo (fatto non menzionato da Plutarco), erano passati dalla parte degli Ateniesi oltre che per la fame anche perché erano demoralizzati e scontenti della severa e impopolare politica amministrativa di Clearco; le condizioni, secondo Diodoro, dovevano essere che la città ricevesse le stesse condizioni di resa di Silivri, che era stata trattata con clemenza.
Nel suo resoconto della battaglia Diodoro riferisce che, ad un'ora della notte prestabilita, i difensori che avevano aderito alla congiura lasciarono le loro postazioni e gli Ateniesi poterono attaccare indisturbati la guarnigione spartana; ad un certo punto, vista la ferocia con cui si battevano coloro che erano rimasti leali agli Spartani, Alcibiade compì la mossa decisiva (non riportata da Plutarco), promettendo loro salva la vita se avessero aderito alla causa ateniese: appagati, anch'essi voltarono le spalle agli Spartani, che furono totalmente annientati.

### Secondo Senofonte
Senofonte riporta che Clearco, partendo, affidò la città ai comandanti delle truppe degli alleati, Elisso di Megara e Ceratade di Tebe (i cui nomi non sono presenti in Diodoro e Plutarco), pensando che nessuno avrebbe fatto qualcosa in sua assenza.
Nel frattempo gli Ateniesi persuasero alcuni Bizantini a passare dalla loro parte; Senofonte fa anche alcuni nomi: Cidone, Aristone, Anassicrate, Licurgo e Anassilao, quest'ultimo nominato anche da Plutarco per il processo che lo vide coinvolto, riportato in maniera simile da Senofonte.
Secondo Senofonte Elisso e Ceratade, ignari dei piani dei ribelli, la notte della battaglia si precipitarono nella piazza con le loro truppe ma, scoprendo che i nemici erano padroni ovunque e che non potevano ormai fare niente, si arresero.
Senofonte concluse il suo resoconto affermando che Ceratade, quando fu portato ad Atene con Elisso, al momento dello sbarco al Pireo riuscì a fuggire nella confusione, rifugiandosi poi al presidio spartano di Decelea.